# Grand Prix moto de Doha
Le Grand Prix moto de Doha est une épreuve de vitesse moto qui fait partie du Championnat du monde de vitesse moto en 2021.
La compétition a lieu sur le Circuit de Losail.

## Palmarès
| Année | Circuit | Moto3              | Moto2             | MotoGP                    | Rapport |
| ----- | ------- | ------------------ | ----------------- | ------------------------- | ------- |
| 2021  | Losail  | Pedro Acosta (KTM) | Sam Lowes (Kalex) | Fabio Quartararo (Yamaha) | Rapport |